# 香港簡史—從殖民地至特別行政區
《香港簡史─從殖民地至特別行政區》是一部由香港大學歷史系教授高馬可撰寫的歷史著作，記述了香港由1800年代初至主權移交的政治社會情況，英文原版《A Concise History of Hong Kong》2007年5月由美国出版社Rowman & Littlefield出版，同年9月授权香港大學出版社在亚洲、澳大利亚及新西兰发行。 中文版2013年由香港中華書局出版，作者专门为中文版續寫了新一章。蜂鳥出版之後把中譯本的版權給買下來，於2021年7月再版，書名改為《香港簡史》，作者同時為再版撰寫新序。

## 書評
安東尼·斯威汀評論指，該書兼顧學術性與一般讀者的需要，清晰勾劃香港歷史上的重要事件，並解釋其前因後果。不過仍指出書中內容出現了小部分錯誤。
《香港簡史》名列於端傳媒小端選書的「從這二十本書了解香港」名單中，並指這本書在眾多講述香港歷史的著作當中「最廣受歡迎」。香港立法會圖書館的「香港歷史精選書目」亦在通覽的首列名列此作。香港專上學院的「香港歷史與文化」（The History and Culture of Hong Kong）課程把《香港簡史》定為建議教材。香港教育大學及嶺南大學的香港相關課程把此書列為建議書目。該書同為香港中文大學「香港社會：身分與界線」課程的主要參考資料之一。

## 言論審查爭議
2013年7月由中華書局出版中文版後，媒體揭發該書有「原著版」和「刪節版」兩個版本，後者刪除了多個針對中國政府的批評，包括中國政府是「遠比殖民政府更專制的政府」、大多數香港人「寧願接受英國殖民統治，而不想被中國統治」、2012年「數十萬爭取民主的示威者要求梁振英下台」等。兩個版本無論是封面、譯者和責任編輯都是完全一樣，且兩個版本都列明是「2013年7月初版」。區別在於：兩本書的國際標準書號（ISBN）不同，「原著版」的ISBN是 「978-988-8263-20-2」，「刪節版」則為「978-988-8263-34-9」；印刷「原著版」的是「陽光印刷製本廠」，而「刪節版」的則是「美雅印刷製本有限公司」；「原著版」的封面和封底有可用作書籤的「書舌」，上面有作者和譯者的簡介，但「刪節版」則沒有這兩片「書舌」。作者高馬可表示不知道有「河蟹版」，對此感覺震驚和失望，要求中華書局即時回收市面上所有「河蟹版」。中華書局表示「河蟹版」是「因應內地版權洽談需要」而另外製作的「樣書」，「部份樣書誤送香港書展會場之中華書局攤位銷售。」共售出37本樣書，已立即將「誤送」會場的樣書全部回收。但香港《蘋果日報》的記者調查發現，「河蟹版」也有送至香港誠品書店銷售，與中華書局的說法不符。 作者馬高可則強調出版商從沒有知會他有關洽談內地版權事宜。信報則引述內部消息人士表述，稱「樣本」之說實屬子虛烏有，在書店大量回收含有敏感內容舊版《香港簡史》的情況則確有其事。 對為何當初將該書中文版交由與中央及建制派關係親密的中華書局出版，作者高馬可表示中華書局當時是直接從原出版社Rowman & Littlefield處買下翻譯權，指自己當時「看不到任何理由不與一個廣泛出版香港歷史書籍的出版商合作」，又指中華書局的出版，是「大多數大學出版社都有所不及」。他也對中華書局的專業及有效率印象深刻，同時特別讚揚該書的翻譯，不單只是把原著翻譯，同時指出了原來英文著作的錯誤之處。
2019年8月，该书在中国大陆书评网站豆瓣上的页面被删除。